# کی-وای جلی
کی-وای جلی (انگلیسی: K-Y Jelly) شرکت لوازم بهداشتی آمریکایی است، که در سال ۱۹۰۴ تأسیس شد و هم‌اکنون زیرمجموعه‌ای از شرکت جانسون و جانسون می‌باشد.